# Réactif de Lawesson
Le réactif de Lawesson est un composé chimique organique utilisé comme agent de thionation. Il a été rendu populaire par Sven-Olov Lawesson qui n'est toutefois pas son inventeur[réf. souhaitée].
Le réactif de Lawesson est plus réactif que le réactif de Belleau, mais moins que les réactifs de Davy.

## Thionation
La réaction de thionation convertit un carbonyle en thiocarbonyle. Le réactif de Lawesson est le réactif le plus utilisé, car il permet de travailler à des températures plus élevées que le sulfure d'hydrogène et est plus soluble dans les solvants organiques que le pentasulfure de diphosphore.

### Mécanisme
Les sites actifs de la molécule sont activés par l'ouverture du cycle central formé par les phosphores et les soufres. Cette ouverture se fait principalement par voie thermique:
Les ylures de dithiophosphines aussi mis à jour peuvent réagir avec le groupe carboxyle pour former un intermédiaire thiaoxaphosphétane:
La formation d'une double liaison stable P=O déplace la réaction vers la droite et conduit à la séparation de l'intermédiaire:
Cette réaction ressemble à la réaction de Wittig et est valable pour les cétones, les amides et les lactames. Les esters réagissant dans des conditions réactionnelles plus agressives, il est possible d'effectuer des thionations sélectives.

## Production et synthèse
Le réactif de Lawesson est synthétisé à partir d'anisole et de pentasulfure de diphosphore.